# 豹纹掌唇兰
豹纹掌唇兰（学名：Staurochilus lushuensis）为兰科掌唇兰属下的一个种。

## 扩展阅读
- 維基物種上的相關：豹纹掌唇兰